# Super Bowl VIII
Match précédent Match suivant
Le Super Bowl VIII est l'ultime partie de la Saison NFL 1973 de football américain (NFL). Le match a eu lieu le 13 janvier 1974 au Rice Stadium de Houston, Texas.
Les Miami Dolphins ont remporté leur deuxième trophée Vince Lombardi d'affilée en s'imposant 32-14 face aux Minnesota Vikings. Les Dolphins rejoignent ainsi les Packers au nombre des équipes ayant défendu avec succès le titre mondial acquis l'an d'avant.
Le running back des Dolphins, Larry Csonka, a été nommé meilleur joueur du match après avoir couru pour 145 yards, ce qui constitue toujours aujourd'hui le record du Super Bowl, et inscrit deux touchdowns. Il est le premier running back à recevoir cette distinction.

## Déroulement du match
| Score             | Q1 | Q2 | Q3 | Q4 | Total |
| Minnesota Vikings | 0  | 0  | 0  | 7  | 7     |
| Miami Dolphins    | 14 | 3  | 7  | 0  | 24    |